# Пасіка (Хабаровський район)
Па́сіка (рос. Пасека) — село у складі Хабаровського району Хабаровського краю, Росія. Входить до складу Побєдинського сільського поселення.

## Населення
Населення — 392 особи (2010; 548 у 2002).
Національний склад (станом на 2002 рік):
- росіяни — 88 %